# Clodoaldo Rodrigues
Francisco Clodoaldo De Souza Rodrigues (Cruzeiro do Sul),  é um político brasileiro, filiado ao Republicanos. Nas eleições de 2022, foi eleito deputado estadual pelo AC.